# Appias punctifera
Appias punctifera is een vlinder uit de onderfamilie Pierinae van de familie van de witjes (Pieridae). De wetenschappelijke naam van de soort werd in 1939 gepubliceerd door Romualdo Ferreira d'Almeida. Door diverse auteurs wordt de soort in het geslacht Glutophrissa geplaatst.
De soort komt voor op Puerto Rico.